# Josep de Calassanç Serra i Ràfols
Josep de Calassanç Serra i Ràfols (Maó, Menorca, 1900 - Barcelona, 1971) fou un historiador i arqueòleg català.
Fill de Josep Serra i Batlló, professor d'institut natural de Sabadell, i Josefa Ràfols i Baltà, natural de Vilafranca del Penedès. Estudià a la Universitat de Barcelona, on fou deixeble de Pere Bosch i Gimpera. El 1932 fou nomenat conservador del nou Museu d'Arqueologia de Barcelona, i es dedicà a la investigació de l'arqueologia prehistòrica, ibèrica i romana a Catalunya.
Després de la guerra civil espanyola va ser represaliat pel franquisme. Va fer algunes excavacions a Mèrida i Badajoz (Vila de La Cocosa) i durant els anys seixanta assessorà sobre noves excavacions i troballes a Catalunya i el Baix Aragó, com les de l'interior de la muralla romana de Barcelona, els sepulcres de fossa de Sant Quirze de Galliners, el vas campaniforme de Sabadell, el poblat ibèric de Tivissa o la Badalona romana. El 1949 fou escollit membre de la Societat Catalana d'Estudis Històrics, filial de l'Institut d'Estudis Catalans.
És el pare de la lingüista Blanca Serra i Puig, l'impressor Josep de Calassanç Serra i Puig i la historiadora Eva Serra i Puig.
L'any 2019 el seu fons documental, bibliogràfic i arqueològic va ser cedit per la familia al Museu d'Arqueologia de Catalunya

## Obres
- El poblament prehistòric de Catalunya (1930)
- Études sur le néolithique et l'énéolithique de France, amb Pere Bosch i Gimpera (1927)
- Forma Conventus Tarraconensis. Baetulo-Blanda (1928)
- El poblamiento de la Maresma o Costa de Levante en época anteromana (1942)
- Corpus vasorum antiquorum. Barcelone. Musée Archéologique (1951-57 i 1958-65)